# Rounds (album)
Rounds – trzeci album studyjny angielskiego elektronicznego Kierana Hebdena, wydany pod pseudonimem Four Tet w 2003 roku (reedycja ukazała się w 2013). Z albumu pochodziły 2 single: She Moves She i As Serious As Your Life oraz EPka My Angel Rocks Back And Forth.

## Powstanie
W porównaniu do poprzednich albumów, inspirowanych głównie jazzem i hip hopem, Rounds idzie w eksperymentalnym kierunku, wydłużając kompozycje i korzystając niemal wyłącznie z instrumentów elektronicznych. Do produkcji albumu użyto między 200 a 300 sampli, po ok. 20-30 na utwór. Do ich przetwarzania użył programów Cool Edit Pro i AudioMulch. Jedynie w „Slow Jam” pojawiła się nagrana na żywo gitara. Wśród inspiracji Hebden wymieniał m.in. DJ-a Premiera, Pete'a Rocka, Timbalanda czy Jima O’Rourke'a. Ze względu na problemy natury prawnej z samplem z piosenki „Winter” Tori Amos na utworze „Unspoken” melodia pianina została w nim zaimprowizowana.

## Recenzje
Płyta zdobyła uznanie krytyków, otrzymując 89/100 punktów na stronie Metacritic, co dało jej pozycję 4. najlepszej spośród wydanych w 2003. Znalazła się w podsumowaniu rocznym Pitchforka (15. miejsce)), a także podsumowaniu dekady 123. miejsce).

## Lista utworów
| 1.  | „Hands”                            | 5:40  |
|     |                                    |       |
| 2.  | „She Moves She”                    | 4:38  |
|     |                                    |       |
| 3.  | „First Thing”                      | 1:12  |
|     |                                    |       |
| 4.  | „My Angel Rocks Back and Forth”    | 5:06  |
|     |                                    |       |
| 5.  | „Spirit Fingers”                   | 3:21  |
|     |                                    |       |
| 6.  | „Unspoken”                         | 9:29  |
|     |                                    |       |
| 7.  | „Chia”                             | 0:31  |
|     |                                    |       |
| 8.  | „As Serious as Your Life”          | 4:36  |
|     |                                    |       |
| 9.  | „And They All Look Broken Hearted” | 5:06  |
|     |                                    |       |
| 10. | „Slow Jam”                         | 5:16  |
|     |                                    |       |
|     |                                    | 44:55 |
|     |                                    |       |